# Vidbir
Yevrobachennia. Natsionalnyi Vidbir (en ucraniano: Євробачення. Національний відбір; traducido como Eurovision. Selección Nacional) o simplemente Vidbir es una competición musical de Ucrania organizada por la UA:PBC. El concurso selecciona al representante de Ucrania en el Festival de la Canción de Eurovisión. 
Entre 2016 y 2020 el Vidbir estuvo organizado de manera conjunta por la STB y UA:PBC, pero en agosto de 2021 ambas cadenas anunciaron que ponían fin al acuerdo por el que coproducían de manera conjunta la preselección, y corrían a cargo ambas con los gastos de la candidatura.
Tras anunciarse que estaba explorando la opción de coproducir el Vidbir con otros grupos del país como 1+1, el 8 de octubre de 2021, la UA:PBC abrió el periodo de recepción de candidaturas para el Vidbir 2022 anunciando que desde ese momento lo organizaría en solitario.
En el primer año del concurso, el programa estableció el récord de votos vía SMS tras recibir 344.268 votos únicos, el 37,77% de los cuales apoyaron a Jamala.

## Ganadores
| Año  | Canción                      | Artista                          | En Eurovisión      | En Eurovisión      | En Eurovisión               | En Eurovisión               |
| Año  | Canción                      | Artista                          | Final              | Puntos             | Semifinal                   | Puntos                      |
| ---- | ---------------------------- | -------------------------------- | ------------------ | ------------------ | --------------------------- | --------------------------- |
| 2016 | Jamala                       | "1944"                           | 1                  | 534                | 2                           | 287                         |
| 2017 | O.Torvald                    | "Time"                           | 24                 | 36                 | País anfitrión              | País anfitrión              |
| 2018 | Mélovin                      | "Under the Ladder"               | 17                 | 130                | 6                           | 179                         |
| 2019 | Maruv                        | "Siren Song"                     | Retirado           | Retirado           | Retirado                    | Retirado                    |
| 2020 | Go_A                         | "Solovey"                        | Concurso cancelado | Concurso cancelado | Concurso cancelado          | Concurso cancelado          |
| 2022 | Alina Pash                   | "Shadows of Forgotten Ancestors" | Descalificada      | Descalificada      | Descalificada               | Descalificada               |
| 2023 | Tvorchi                      | "Heart of Steel"                 | 6                  | 243                | Clasificado automáticamente | Clasificado automáticamente |
| 2024 | Alyona Alyona and Jerry Heil | "Teresa & Maria"                 | 3                  | 453                | 2                           | 173                         |
| 2025 | Ziferblat                    | "Bird of Pray"                   | 9                  | 218                | 1                           | 137                         |

## Ediciones

### 2016
La final, en la que participaron las 6 canciones que se clasificaron desde las semifinales, tuvo lugar el 21 de febrero de 2016. La canción ganadora, "1944" interpretada por Jamala, fue seleccionada a partir del televoto emitido por el público y un jurado de expertos. Los posibles empates se decidieron a favor de aquellas canciones que recibieron mayor puntuación por parte del televoto. "1944" es la primera canción en el Festival de Eurovisión que tiene parte de la letra en idioma tártaro de Crimea. 382,602 votos fueron registrados mediante el televoto durante el programa.
| Orden | Artista(s)              | Canción         | Jurado | Televoto | Televoto | Total | Lugar |
| Orden | Artista(s)              | Canción         | Jurado | %        | Puntos   | Total | Lugar |
| ----- | ----------------------- | --------------- | ------ | -------- | -------- | ----- | ----- |
| 1     | Brunettes Shoot Blondes | "Every Monday"  | 1      | 3,40%    | 1        | 2     | 6     |
| 2     | NuAngels                | "Higher"        | 3      | 5,94%    | 2        | 5     | 5     |
| 3     | The Hardkiss            | "Helpless"      | 6      | 21,11%   | 5        | 11    | 2     |
| 4     | Jamala                  | "1944"          | 5      | 37,77%   | 6        | 11    | 1     |
| 5     | SunSay                  | "Love Manifest" | 4      | 18,20%   | 4        | 8     | 3     |
| 6     | Pur:Pur                 | "We Do Change"  | 2      | 13,58%   | 3        | 5     | 4     |

### 2017
La final tuvo lugar el 25 de febrero de 2017. Durante la final, acudieron como invitados Alma, Naviband y Kasia Moś.
| Orden | Artista(s)  | Canción                | Jurado | Televoto | Televoto | Total | Lugar |
| Orden | Artista(s)  | Canción                | Jurado | %        | Puntos   | Total | Lugar |
| ----- | ----------- | ---------------------- | ------ | -------- | -------- | ----- | ----- |
| 1     | Salto Nazad | "O, mamo!"             | 1      | 11,35%   | 3        | 4     | 6     |
| 2     | Mélovin     | "Wonder"               | 2      | 31,22%   | 6        | 8     | 3     |
| 3     | O.Torvald   | "Time"                 | 5      | 25,57%   | 5        | 10    | 1     |
| 4     | Illaria     | "Thank You for My Way" | 4      | 7,43%    | 1        | 5     | 5     |
| 5     | Tayanna     | "I Love You"           | 6      | 16,69%   | 4        | 10    | 2     |
| 6     | Rozhden     | "Saturn"               | 3      | 7,73%    | 2        | 5     | 4     |

### 2018
La final se celebró el 24 de febrero de 2018. En ella participaron como invitados los artistas Mikolas Josef y Madame Monsieur.
| Orden | Artista(s) | Canción                | Jurado | Televoto   | Televoto | Total | Lugar |
| Orden | Artista(s) | Canción                | Jurado | Porcentaje | Puntos   | Total | Lugar |
| ----- | ---------- | ---------------------- | ------ | ---------- | -------- | ----- | ----- |
| 1     | Kadnay     | "Beat of the Universe" | 3      | 18,61%     | 5        | 8     | 3     |
| 2     | Tayanna    | "Lelya"                | 6      | 16,62%     | 4        | 10    | 2     |
| 3     | The Erised | "Heroes"               | 2      | 6,48%      | 1        | 3     | 6     |
| 4     | Laud       | "Waiting"              | 4      | 11,56%     | 2        | 6     | 4     |
| 5     | Vilna      | "Forest Song"          | 1      | 12,92%     | 3        | 4     | 5     |
| 6     | Mélovin    | "Under the Ladder"     | 5      | 33,81%     | 6        | 11    | 1     |

### 2019
| Orden | Artista(s)              | Canción          | Jurado | Televoto (SMS) / App | Total | Lugar |
| ----- | ----------------------- | ---------------- | ------ | -------------------- | ----- | ----- |
| 1     | Freedom Jazz            | "Cupidon"        | 6      | 4                    | 10    | 2     |
| 2     | Yuko                    | "Galyna guliala" | 4      | 1                    | 5     | 4     |
| 3     | Maruv                   | "Siren Song"     | 5      | 6                    | 11    | 1     |
| 4     | Brunettes Shoot Blondes | "Houston"        | 2      | 3                    | 5     | 5     |
| 5     | Kazka                   | "Apart"          | 3      | 5                    | 8     | 3     |
| 6     | Anna Maria              | "My Road"        | 1      | 2                    | 3     | 6     |

### 2020
| Orden | Artista(s)    | Canción         | Jurado | Televoto (SMS) / App | Televoto (SMS) / App | Total | Lugar |
| Orden | Artista(s)    | Canción         | Jurado | Porcentaje           | Puntos               | Total | Lugar |
| ----- | ------------- | --------------- | ------ | -------------------- | -------------------- | ----- | ----- |
| 1     | Krutь         | "99"            | 5      | 19,90%               | 4                    | 9     | 3     |
| 2     | Jerry Heil    | "Vegan"         | 1      | 7,00%                | 1                    | 2     | 6     |
| 3     | Go_A          | "Solovey"       | 6      | 25,43%               | 6                    | 12    | 1     |
| 4     | David Axelrod | "Horizon"       | 3      | 11,30%               | 2                    | 5     | 5     |
| 5     | Khayat        | "Call for Love" | 4      | 20,93%               | 5                    | 9     | 2     |
| 6     | Tvorchi       | "Bonfire"       | 2      | 15,44%               | 3                    | 5     | 4     |

Tras la cancelación del Festival de la Canción de Eurovisión 2020 debido a la pandemia de COVID-19, Go_A fue reseleccionado internamente para representar a Ucrania en edición de 2021, esta vez con la canción "Shum".

### 2022
| Orden | Artista(s)       | Canción                 | Jurado | Televoto (SMS) / App | Televoto (SMS) / App | Televoto (SMS) / App | Total | Lugar |
| Orden | Artista(s)       | Canción                 | Jurado | Votos                | Porcentaje           | Puntos               | Total | Lugar |
| ----- | ---------------- | ----------------------- | ------ | -------------------- | -------------------- | -------------------- | ----- | ----- |
| 1     | Cloudless        | "All Be Alright"        | 1      | 3 410                | 4,81%                | 4                    | 5     | 7     |
| 2     | Michael Soul     | "Demons"                | 2      | 1 239                | 1,75%                | 1                    | 3     | 8     |
| 3     | Our Atlantic     | "Moia liubov"           | 5      | 1 605                | 2,27%                | 2                    | 7     | 6     |
| 4     | Barleben         | "Hear My Words"         | 4      | 2 740                | 3,87%                | 3                    | 7     | 5     |
| 5     | Kalush Orchestra | "Stefania"              | 6      | 31 634               | 44,66%               | 8                    | 14    | 2     |
| 6     | Roxolana         | "Girlzzzz"              | 3      | 5 034                | 7,11%                | 5                    | 8     | 4     |
| 7     | Wellboy          | "Nozzy Bossy"           | 7      | 5 642                | 7,96%                | 6                    | 13    | 3     |
| 8     | Alina Pash       | "Tini zabutykh predkiv" | 8      | 19 535               | 27,58%               | 7                    | 15    | 1     |

Tras la descalificación de Alina Pash por su historial de viajes, se cuestionó el estatus de Alina Pash como participante legítima y, por lo tanto, ganadora de Vidbir, lo que provocó que Suspilne suspendiera su participación. Los segundos finalistas, Kalush Orchestra, fueron elegidos como los participantes ucranianos del Festival de Eurovisión 2022.

### 2023
| Orden | Artista(s)      | Canción                  | Jurado | Televoto (vía Diia) | Televoto (vía Diia) | Total | Lugar |
| Orden | Artista(s)      | Canción                  | Jurado | Votos               | Puntos              | Total | Lugar |
| ----- | --------------- | ------------------------ | ------ | ------------------- | ------------------- | ----- | ----- |
| 1     | Moisei          | "I'm Not Alone"          | 1      | 5 393               | 6                   | 7     | 7     |
| 2     | OY Sound System | "Oy, tuzhu"              | 5      | 2 496               | 2                   | 7     | 8     |
| 3     | Demchuk         | "Alive"                  | 7      | 3 936               | 4                   | 11    | 5     |
| 4     | Jerry Heil      | "When God Shut the Door" | 8      | 45 657              | 9                   | 17    | 3     |
| 5     | Fiinka          | "Dovbush"                | 6      | 11 109              | 7                   | 13    | 4     |
| 6     | Krutь           | "Kolyskova"              | 10     | 33 614              | 8                   | 18    | 2     |
| 7     | Tember Blanche  | "Ya vdoma"               | 2      | 3 411               | 3                   | 5     | 9     |
| 8     | Angelina        | "Stronger"               | 3      | 2 424               | 1                   | 4     | 10    |
| 9     | 2Tone           | "Kvitka"                 | 4      | 4 681               | 5                   | 9     | 6     |
| 10    | Tvorchi         | "Heart of Steel"         | 9      | 54 041              | 10                  | 19    | 1     |

### 2024
En esta edición, el público determinó una entrada comodín a través de una votación en línea. Durante el programa, que se emitió el 3 de febrero de 2024, la aplicación de votación falló, lo que provocó que el período de votación se extendiera hasta el día siguiente.
| Orden | Artista(s)                   | Canción               | Jurado | Televoto (vía Diia) | Televoto (vía Diia) | Total | Lugar |
| Orden | Artista(s)                   | Canción               | Jurado | Votes               | Points              | Total | Lugar |
| ----- | ---------------------------- | --------------------- | ------ | ------------------- | ------------------- | ----- | ----- |
| 1     | Yaktak                       | "Lalala"              | 6      | 107 227             | 10                  | 16    | 4     |
| 2     | Ingret                       | "Keeper"              | 8      | 15 238              | 2                   | 10    | 6     |
| 3     | Nazva                        | "Slavic English"      | 2      | 14 852              | 1                   | 3     | 11    |
| 4     | Anka                         | "Palala"              | 5      | 19 183              | 4                   | 9     | 8     |
| 5     | Drevo                        | "Endless Chain"       | 4      | 16 235              | 3                   | 7     | 9     |
| 6     | Alyona Alyona and Jerry Heil | "Teresa & Maria"      | 10     | 723 297             | 11                  | 21    | 1     |
| 7     | Mélovin                      | "Dreamer"             | 9      | 82 838              | 9                   | 18    | 3     |
| 8     | Skylerr                      | "Time Is Running Out" | 3      | 38 177              | 6                   | 9     | 7     |
| 9     | Ziferblat                    | "Lugar I Call Home"   | 11     | 64 276              | 8                   | 19    | 2     |
| 10    | Yagody                       | "Tsunamia"            | 7      | 62 269              | 7                   | 14    | 5     |
| 11    | Nahaba                       | "Glasss"              | 1      | 23 593              | 5                   | 6     | 10    |

### 2025
La final se celebró el 8 de febrero de 2025 con muchos veteranos intérpretes ucranianos de Eurovisión como invitados, incluidos Alyona Alyona, Jamala, Jerry Heil, Kalush, Kateryna Pavlenko, Mélovin, Ruslana, Tina Karol y Tvorchi. Artem Kotenko y Svitlana Tarabarova también interpretaron "Hear Me Now," que terminó en tercer lugar en el Festival de la Canción de Eurovisión Junior 2024.
| Orden | Artista(s)        | Canción          | Jurado | Televoto | Televoto | Total | Lugar |
| Orden | Artista(s)        | Canción          | Jurado | Votos    | Puntos   | Total | Lugar |
| ----- | ----------------- | ---------------- | ------ | -------- | -------- | ----- | ----- |
| 1     | Vlad Sheryf       | "Wind of Change" | 1      | 2 302    | 1        | 2     | 10    |
| 2     | Abiie             | "Dim"            | 2      | 5 595    | 3        | 5     | 9     |
| 3     | Molodi            | "My Sea"         | 7      | 70 885   | 9        | 16    | 2     |
| 4     | Future Culture    | "Waste My Time"  | 5      | 2 338    | 2        | 7     | 8     |
| 5     | Masha Kondratenko | "No Time to Cry" | 8      | 62 439   | 8        | 16    | 3     |
| 6     | Khayat            | "Honor"          | 10     | 44 299   | 6        | 16    | 4     |
| 7     | Fiїnka            | "Kultura"        | 6      | 52 858   | 7        | 13    | 5     |
| 8     | Krylata           | "Stay True"      | 4      | 11 726   | 4        | 8     | 7     |
| 9     | Ziferblat         | "Bird of Pray"   | 9      | 90 390   | 10       | 19    | 1     |
| 10    | DK Enerhetyk      | "Sil"            | 3      | 19 556   | 5        | 8     | 6     |